# 中埔 (廈門市)
中埔是中国福建省厦门市湖里区殿前街道高殿社区下辖的一个自然村落。

## 名稱來歷
原為殿前村地界，周圍地勢較低，成中小高地，村民耕作須涉水方可至，故俗名埔仔。後有村民在此居住，遂成村落。1980年改為現名:82。